# Équipe des États-Unis de beach soccer
L'équipe des États-Unis de beach soccer est une sélection qui réunit les meilleurs joueurs américains de la discipline.

## Histoire

### Genèse (années 1990)
Le beach soccer est importé aux États-Unis depuis le Brésil au début des années 1990. Peter Mellor, ancien gardien de but de Premier League (Fulham et Portsmouth), organise le premier tournoi de beach-soccer sur le sol américain à Clearwater (Floride) en 1991. Il en est inspiré après avoir visité Rio de Janeiro et regarder des matchs sur la plage de Copacabana dans les années 1980. Il décide alors de porter le nouveau sport en Amérique du Nord pour améliorer le niveau des jeunes footballeurs du pays. Durant l'été 1993, en étroite collaboration avec la marque de sport anglaise Umbro, Mellor fonde Soccer On The Beach Enterprises et organise un premier événement de beach soccer professionnel à South Beach (Miami).
En juin 1994, Dick Whalen amène le beach soccer sur les plages de Virginie et met en place le tournoi de beach soccer le plus prolifique de la nation, le North American Sand Soccer Championships. L'équipe des États-Unis prend part au premier évènement international, le BSWW Mundialito 1994 dont il termine 3e. Peu de temps après Jeff Benbow introduit le beach soccer en Californie du Sud en inaugurant le Longboard Beach Soccer Classic à Huntington Beach en août 1994.

### Démocratisation (année 2000)
À l'été de 2002, Mike Granigan et le club de football du Cap-Express de Wildwood (New Jersey) fonde le Cape Express Beach Blast avec 70 équipes. À l'été 2007, ce nombre atteint 1100 équipes et devient le plus grand tournoi de beach soccer au monde en termes de participants. Ce succès phénoménal en inspire d'autres et en 2007 plus de 10 tournois sont établis dans le pays, plus particulièrement les Championnats de Californie du Sud, le Copacabana Classic et le Pro-Am Beach Soccer Championships, tous sur la côte Ouest. Promoteur de tournoi; Chris Lemay et le football basée à San Diego introduisent six nouveaux tournois à l'été 2008, qui font de la Californie le centre du beach soccer aux États-Unis. La sélection remporte ses premiers trophées avec le titre de champion de la zone CONCACAF en 2006 puis l'année suivante.
Pour le Championnat CONCACAF 2013 qualificatif pour la Coupe du monde, l'équipe entraînée par Eddie Soto dispose d’un buteur d’élite en la personne de Nicolas Perera. Ses réalisations lors de l’épreuve qualificative de la CONCACAF laissent augurer de grandes choses à la phase finale tahitienne, sa toute première participation à la Coupe du monde de Beach Soccer de la FIFA. Pour l'épauler, Perera peut compter sur les vétérans Francis Farberoff et Anthony Chimienti. Les deux hommes figuraient déjà dans l’équipe en 2007, l’année des débuts des Stars and Stripes dans l'épreuve suprême organisée par la FIFA. Les États-Unis, qui s'appuient sur une majorité de joueurs originaires de la côte ouest des États-Unis et notamment du sud de la Californie, semblent à nouveau promis à un bel avenir. Le succès arraché après prolongation au Salvador en finale des qualifications (5-4) est de nature à redonner le sourire aux supporters.

## Palmarès
- Coupe du monde
  - Finaliste en 1995
  - 3e en 1997
- BSWW Mundialito (1)
  - Vainqueur en 1998
  - Finaliste en 1994
- Championnat CONCACAF (3)
  - Vainqueur en 2006, 2007[3] et 2013
  - 3e en 2005[3], 2008 et 2011
- Copa América
  - Finaliste en 1996, 1998 et 1999
  - 3e en 2003, 2012 et 2013

## Personnalités

### Anciens joueurs
- Beto[Lequel ?] (2005)
- Todd Haskins (2005)
- Zak Ibsen (2007)
- Raphael Xeoxeo (2005-2007)

### Sélectionneurs
- Roberto Ceciliano
- Edwin Soto

### Effectif actuel
Effectif retenu pour la Coupe du monde 2013 :
| N° | Nat.                   | Poste | Nom du joueur     |
| -- | ---------------------- | ----- | ----------------- |
| 1  | Drapeau des États-Unis |       | Christopher Toth  |
| 2  | Drapeau des États-Unis |       | Jason Leopoldo    |
| 3  | Drapeau des États-Unis |       | Ryan Futagaki     |
| 4  | Drapeau des États-Unis |       | Michael Enfield   |
| 5  | Drapeau des États-Unis |       | Lewie Valentine   |
| 6  | Drapeau des États-Unis |       | Alessandro Canale |

| No. | Nat.                   | Position | Nom du joueur     |
| --- | ---------------------- | -------- | ----------------- |
| 7   | Drapeau des États-Unis |          | Nicolas Perera    |
| 8   | Drapeau des États-Unis |          | Andrew Feld       |
| 9   | Drapeau des États-Unis |          | Anthony Chimienti |
| 10  | Drapeau des États-Unis |          | Francis Farberoff |
| 11  | Drapeau des États-Unis |          | Brandon Taguinod  |
| 12  | Drapeau des États-Unis |          | Michael McAndrews |